# بروالا
بروالا (به لاتین: Beruwala Divisional Secretariat) یک منطقهٔ مسکونی در سری‌لانکا است که در ناحیه کالوتارا واقع شده‌است.